# Lången, Dalarna
Lången är en sjö i Hedemora kommun i Dalarna och ingår i Dalälvens huvudavrinningsområde. Sjön har en area på 3,81 kvadratkilometer och ligger 108 meter över havet. Sjön avvattnas av vattendraget Långshytteån (Glasån).

## Delavrinningsområde
Lången ingår i det delavrinningsområde (670293-151629) som SMHI kallar för Utloppet av Lången. Medelhöjden är 133 meter över havet och ytan är 15,09 kvadratkilometer. Räknas de 24 avrinningsområdena uppströms in blir den ackumulerade arean 222,35 kvadratkilometer. Långshytteån (Glasån) som avvattnar avrinningsområdet har biflödesordning 2, vilket innebär att vattnet flödar genom totalt 2 vattendrag innan det når havet efter 175 kilometer. Avrinningsområdet består mestadels av skog (49 procent) och jordbruk (11 procent). Avrinningsområdet har 3,81 kvadratkilometer vattenytor vilket ger det en sjöprocent på 25,7 procent. Bebyggelsen i området täcker en yta av 0,47 kvadratkilometer eller 3 procent av avrinningsområdet.